# Reinhold von Mohrenschildt
Reinhold von Mohrenschildt, född 8 november 1915 på Schloss Leifling, död 2 november 1990 i Klagenfurt, var en österrikisk SS-Hauptsturmführer. Han var en av Odilo Globocniks medarbetare och deltog i den etniska rensningen av polacker i samband med Aktion Zamość i Generalguvernementet, den del av Polen som inte inkorporerades i Tredje riket.

## Biografi
Reinhold von Mohrenschildt föddes på slottet Leifling i Kärnten 1915. Han föräldrar var Erich von Mohrenschildt (1879–1943) och Valerie "Vally" von Mohrenschildt (född von Stromberg). 
von Mohrenschildt var en av Globocniks underordnade när denne var SS- och polischef i distriktet Lublin i Generalguvernementet. von Mohrenschildt tjänstgjorde vid Reichskommissariat fur die Festigung des Deutschen Volkstums ("Rikskommissariatet för befästandet av den tyska folkstammen") i Lublin och organiserade och administrerade etniska rensningar av polacker och polska judar. När Globocnik utsågs till Högre SS- och polischef för Operationszone Adriatisches Küstenland (HSSPF OZAK, "Operationszon Adriatiska kustområdet") med säte i Trieste, följde von Mohrenschildt med.